# Orthosia conflua
Orthosia conflua là một loài bướm đêm trong họ Noctuidae.